# 15e étape du Tour de France 2021
Pour un article plus général, voir Tour de France 2021.
La 15e étape du Tour de France 2021 se déroule le dimanche 11 juillet 2021 entre Céret et Andorre-la-Vieille, sur une distance de 191,3 kilomètres.

## Parcours
- Céret (alt. 187 m au départ de la RD 615)
- Col de Llauro (alt. 380 m)
- Oms
- Col de Fourtou (alt. 646 m)
- Bouleternère
- Prades
- Villefranche-de-Conflent
- Olette
- Mont-Louis
- Font-Romeu-Odeillo-Via
- Latour-de-Carol
- Porté-Puymorens
- Col de Puymorens (alt. 1 920 m)
- Le Pas de la Case
- Port d'Envalira (alt. 2 409 m)
- Encamp
- Col de Beixalís (alt. 1 795 m)
- Andorre-la-Vieille (alt. 1 005 m)

## Résultats

### Classement de l'étape
| Classement de la 15e étape | Classement de la 15e étape | Classement de la 15e étape | Classement de la 15e étape | Classement de la 15e étape |
|                            | Coureur                    | Pays                       | Équipe                     | Temps                      |
| -------------------------- | -------------------------- | -------------------------- | -------------------------- | -------------------------- |
| 1er                        | Sepp Kuss                  | États-Unis                 | Jumbo-Visma                | en 5 h 12 min 6 s          |
| 2e                         | Alejandro Valverde         | Espagne                    | Movistar                   | + 23 s                     |
| 3e                         | Wout Poels                 | Pays-Bas                   | Bahrain Victorious         | + 1 min 15 s               |
| 4e                         | Ion Izagirre               | Espagne                    | Astana-Premier Tech        | + 1 min 15 s               |
| 5e                         | Ruben Guerreiro            | Portugal                   | EF Education-Nippo         | + 1 min 15 s               |
| 6e                         | Nairo Quintana             | Colombie                   | Arkéa-Samsic               | + 1 min 15 s               |
| 7e                         | David Gaudu                | France                     | Groupama-FDJ               | + 1 min 15 s               |
| 8e                         | Dan Martin                 | Irlande                    | Israel Start-Up Nation     | + 1 min 22 s               |
| 9e                         | Franck Bonnamour           | France                     | B&B Hotels p/b KTM         | + 1 min 22 s               |
| 10e                        | Aurélien Paret-Peintre     | France                     | AG2R Citroën               | + 1 min 22 s               |
| modifier                   |                            |                            |                            |                            |

### Points attribués
| Sprint intermédiaire Olette (km 66,9) | Sprint intermédiaire Olette (km 66,9) | Sprint intermédiaire Olette (km 66,9) | Sprint intermédiaire Olette (km 66,9) | Sprint intermédiaire Olette (km 66,9) |
| ------------------------------------- | ------------------------------------- | ------------------------------------- | ------------------------------------- | ------------------------------------- |
|                                       | Coureur                               | Pays                                  | Équipe                                | Point(s)                              |
| 1er                                   | Michael Matthews                      | Australie                             | BikeExchange                          | 20                                    |
| 2e                                    | Thomas De Gendt                       | Belgique                              | Lotto-Soudal                          | 17                                    |
| 3e                                    | Davide Ballerini                      | Italie                                | Deceuninck-Quick Step                 | 15                                    |
| 4e                                    | Matej Mohorič                         | Slovénie                              | Bahrain Victorious                    | 13                                    |
| 5e                                    | Bruno Armirail                        | France                                | Groupama-FDJ                          | 11                                    |
| 6e                                    | Valentin Madouas                      | France                                | Groupama-FDJ                          | 10                                    |
| 7e                                    | David Gaudu                           | France                                | Groupama-FDJ                          | 9                                     |
| 8e                                    | Lukas Pöstlberger                     | Autriche                              | Bora-Hansgrohe                        | 8                                     |
| 9e                                    | Kenny Elissonde                       | France                                | Trek-Segafredo                        | 7                                     |
| 10e                                   | Julien Bernard                        | France                                | Trek-Segafredo                        | 6                                     |
| 11e                                   | Dylan Teuns                           | Belgique                              | Bahrain Victorious                    | 5                                     |
| 12e                                   | Neilson Powless                       | États-Unis                            | EF Education-Nippo                    | 4                                     |
| 13e                                   | Sepp Kuss                             | États-Unis                            | Jumbo-Visma                           | 3                                     |
| 14e                                   | Steven Kruijswijk                     | Pays-Bas                              | Jumbo-Visma                           | 2                                     |
| 15e                                   | Wout van Aert                         | Belgique                              | Jumbo-Visma                           | 1                                     |
| modifier                              |                                       |                                       |                                       |                                       |

| Arrivée d'étape Andorre-la-Vieille (km 191,3) | Arrivée d'étape Andorre-la-Vieille (km 191,3) | Arrivée d'étape Andorre-la-Vieille (km 191,3) | Arrivée d'étape Andorre-la-Vieille (km 191,3) | Arrivée d'étape Andorre-la-Vieille (km 191,3) |
| --------------------------------------------- | --------------------------------------------- | --------------------------------------------- | --------------------------------------------- | --------------------------------------------- |
|                                               | Coureur                                       | Pays                                          | Équipe                                        | Point(s)                                      |
| 1er                                           | Sepp Kuss                                     | États-Unis                                    | Jumbo-Visma                                   | 20                                            |
| 2e                                            | Alejandro Valverde                            | Espagne                                       | Movistar                                      | 17                                            |
| 3e                                            | Wout Poels                                    | Pays-Bas                                      | Bahrain Victorious                            | 15                                            |
| 4e                                            | Ion Izagirre                                  | Espagne                                       | Astana-Premier Tech                           | 13                                            |
| 5e                                            | Ruben Guerreiro                               | Portugal                                      | EF Education-Nippo                            | 11                                            |
| 6e                                            | Nairo Quintana                                | Colombie                                      | Arkéa-Samsic                                  | 10                                            |
| 7e                                            | David Gaudu                                   | France                                        | Groupama-FDJ                                  | 9                                             |
| 8e                                            | Dan Martin                                    | Irlande                                       | Israel Start-Up Nation                        | 8                                             |
| 9e                                            | Franck Bonnamour                              | France                                        | B&B Hotels p/b KTM                            | 7                                             |
| 10e                                           | Aurélien Paret-Peintre                        | France                                        | AG2R Citroën                                  | 6                                             |
| 11e                                           | Vincenzo Nibali                               | Italie                                        | Trek-Segafredo                                | 5                                             |
| 12e                                           | Julian Alaphilippe                            | France                                        | Deceuninck-Quick Step                         | 4                                             |
| 13e                                           | Neilson Powless                               | États-Unis                                    | EF Education-Nippo                            | 3                                             |
| 14e                                           | Mark Donovan                                  | Royaume-Uni                                   | Team DSM                                      | 2                                             |
| 15e                                           | Dylan Teuns                                   | Belgique                                      | Bahrain Victorious                            | 1                                             |
| modifier                                      |                                               |                                               |                                               |                                               |

### Bonifications en temps
|   | Coureur            | Pays       | Équipe             | Secondes |
| - | ------------------ | ---------- | ------------------ | -------- |
| 1 | Sepp Kuss          | États-Unis | Jumbo-Visma        | 8 s      |
| 2 | Alejandro Valverde | Espagne    | Movistar           | 5 s      |
| 3 | Wout Poels         | Pays-Bas   | Bahrain Victorious | 2 s      |

|   | Coureur            | Pays       | Équipe             | Secondes |
| - | ------------------ | ---------- | ------------------ | -------- |
| 1 | Sepp Kuss          | États-Unis | Jumbo-Visma        | 10 s     |
| 2 | Alejandro Valverde | Espagne    | Movistar           | 6 s      |
| 3 | Wout Poels         | Pays-Bas   | Bahrain Victorious | 4 s      |

### Cols et côtes
| Montée de Mont-Louis (km 86,3) 1re catégorie (8,4 km à 5,7 %) | Montée de Mont-Louis (km 86,3) 1re catégorie (8,4 km à 5,7 %) | Montée de Mont-Louis (km 86,3) 1re catégorie (8,4 km à 5,7 %) | Montée de Mont-Louis (km 86,3) 1re catégorie (8,4 km à 5,7 %) | Montée de Mont-Louis (km 86,3) 1re catégorie (8,4 km à 5,7 %) |
| ------------------------------------------------------------- | ------------------------------------------------------------- | ------------------------------------------------------------- | ------------------------------------------------------------- | ------------------------------------------------------------- |
|                                                               | Coureur                                                       | Pays                                                          | Équipe                                                        | Point(s)                                                      |
| 1er                                                           | Wout Poels                                                    | Pays-Bas                                                      | Bahrain Victorious                                            | 10                                                            |
| 2e                                                            | Wout van Aert                                                 | Belgique                                                      | Jumbo-Visma                                                   | 8                                                             |
| 3e                                                            | Michael Woods                                                 | Canada                                                        | Israel Start-Up Nation                                        | 6                                                             |
| 4e                                                            | Thomas De Gendt                                               | Belgique                                                      | Lotto-Soudal                                                  | 4                                                             |
| 5e                                                            | Valentin Madouas                                              | France                                                        | Groupama-FDJ                                                  | 2                                                             |
| 6e                                                            | David Gaudu                                                   | France                                                        | Groupama-FDJ                                                  | 1                                                             |
| modifier                                                      |                                                               |                                                               |                                                               |                                                               |

| Col de Puymorens (km 133,1) 2e catégorie (5,8 km à 4,7 %) | Col de Puymorens (km 133,1) 2e catégorie (5,8 km à 4,7 %) | Col de Puymorens (km 133,1) 2e catégorie (5,8 km à 4,7 %) | Col de Puymorens (km 133,1) 2e catégorie (5,8 km à 4,7 %) | Col de Puymorens (km 133,1) 2e catégorie (5,8 km à 4,7 %) |
| --------------------------------------------------------- | --------------------------------------------------------- | --------------------------------------------------------- | --------------------------------------------------------- | --------------------------------------------------------- |
|                                                           | Coureur                                                   | Pays                                                      | Équipe                                                    | Point(s)                                                  |
| 1er                                                       | Wout van Aert                                             | Belgique                                                  | Jumbo-Visma                                               | 5                                                         |
| 2e                                                        | Wout Poels                                                | Pays-Bas                                                  | Bahrain Victorious                                        | 3                                                         |
| 3e                                                        | Michael Woods                                             | Canada                                                    | Israel Start-Up Nation                                    | 2                                                         |
| 4e                                                        | Alejandro Valverde                                        | Espagne                                                   | Movistar                                                  | 1                                                         |
| modifier                                                  |                                                           |                                                           |                                                           |                                                           |

| Port d'Envalira (km 146,7) Souvenir Henri-Desgrange 1re catégorie (10,7 km à 5,9 %) | Port d'Envalira (km 146,7) Souvenir Henri-Desgrange 1re catégorie (10,7 km à 5,9 %) | Port d'Envalira (km 146,7) Souvenir Henri-Desgrange 1re catégorie (10,7 km à 5,9 %) | Port d'Envalira (km 146,7) Souvenir Henri-Desgrange 1re catégorie (10,7 km à 5,9 %) | Port d'Envalira (km 146,7) Souvenir Henri-Desgrange 1re catégorie (10,7 km à 5,9 %) |
| ----------------------------------------------------------------------------------- | ----------------------------------------------------------------------------------- | ----------------------------------------------------------------------------------- | ----------------------------------------------------------------------------------- | ----------------------------------------------------------------------------------- |
|                                                                                     | Coureur                                                                             | Pays                                                                                | Équipe                                                                              | Point(s)                                                                            |
| 1er                                                                                 | Nairo Quintana                                                                      | Colombie                                                                            | Arkéa-Samsic                                                                        | 10                                                                                  |
| 2e                                                                                  | Wout van Aert                                                                       | Belgique                                                                            | Jumbo-Visma                                                                         | 8                                                                                   |
| 3e                                                                                  | Wout Poels                                                                          | Pays-Bas                                                                            | Bahrain Victorious                                                                  | 6                                                                                   |
| 4e                                                                                  | Michael Woods                                                                       | Canada                                                                              | Israel Start-Up Nation                                                              | 4                                                                                   |
| 5e                                                                                  | Alejandro Valverde                                                                  | Espagne                                                                             | Movistar                                                                            | 2                                                                                   |
| 6e                                                                                  | David Gaudu                                                                         | France                                                                              | Groupama-FDJ                                                                        | 1                                                                                   |
| modifier                                                                            |                                                                                     |                                                                                     |                                                                                     |                                                                                     |

| Col de Beixalís (km 176,5) 1re catégorie (6,4 km à 8,5 %) | Col de Beixalís (km 176,5) 1re catégorie (6,4 km à 8,5 %) | Col de Beixalís (km 176,5) 1re catégorie (6,4 km à 8,5 %) | Col de Beixalís (km 176,5) 1re catégorie (6,4 km à 8,5 %) | Col de Beixalís (km 176,5) 1re catégorie (6,4 km à 8,5 %) |
| --------------------------------------------------------- | --------------------------------------------------------- | --------------------------------------------------------- | --------------------------------------------------------- | --------------------------------------------------------- |
|                                                           | Coureur                                                   | Pays                                                      | Équipe                                                    | Point(s)                                                  |
| 1er                                                       | Sepp Kuss                                                 | États-Unis                                                | Jumbo-Visma                                               | 10                                                        |
| 2e                                                        | Alejandro Valverde                                        | Espagne                                                   | Movistar                                                  | 8                                                         |
| 3e                                                        | Wout Poels                                                | Pays-Bas                                                  | Bahrain Victorious                                        | 6                                                         |
| 4e                                                        | Nairo Quintana                                            | Colombie                                                  | Arkéa-Samsic                                              | 4                                                         |
| 5e                                                        | Ruben Guerreiro                                           | Portugal                                                  | EF Education-Nippo                                        | 2                                                         |
| 6e                                                        | Ion Izagirre                                              | Espagne                                                   | Astana-Premier Tech                                       | 1                                                         |
| modifier                                                  |                                                           |                                                           |                                                           |                                                           |

### Prix de la combativité
- Wout van Aert (Jumbo-Visma)

## Classements à l'issue de l'étape

### Classement général
| Classement général | Classement général | Classement général | Classement général  | Classement général |
|                    | Coureur            | Pays               | Équipe              | Temps              |
| ------------------ | ------------------ | ------------------ | ------------------- | ------------------ |
| 1er                | Tadej Pogačar      | Slovénie           | UAE Team Emirates   | en 62 h 7 min 18 s |
| 2e                 | Rigoberto Urán     | Colombie           | EF Education-Nippo  | + 5 min 18 s       |
| 3e                 | Jonas Vingegaard   | Danemark           | Jumbo-Visma         | + 5 min 32 s       |
| 4e                 | Richard Carapaz    | Équateur           | Ineos Grenadiers    | + 5 min 33 s       |
| 5e                 | Ben O'Connor       | Australie          | AG2R Citroën        | + 5 min 58 s       |
| 6e                 | Wilco Kelderman    | Pays-Bas           | Bora-Hansgrohe      | + 6 min 16 s       |
| 7e                 | Alexey Lutsenko    | Kazakhstan         | Astana-Premier Tech | + 7 min 1 s        |
| 8e                 | Enric Mas          | Espagne            | Movistar            | + 7 min 11 s       |
| 9e                 | Guillaume Martin   | France             | Cofidis             | + 7 min 58 s       |
| 10e                | Pello Bilbao       | Espagne            | Bahrain Victorious  | + 10 min 59 s      |
| modifier           |                    |                    |                     |                    |

| Classement par points | Classement par points | Classement par points | Classement par points | Classement par points |
| --------------------- | --------------------- | --------------------- | --------------------- | --------------------- |
|                       | Coureur               | Pays                  | Équipe                | Point(s)              |
| 1er                   | Mark Cavendish        | Royaume-Uni           | Deceuninck-Quick Step | 279 points            |
| 2e                    | Michael Matthews      | Australie             | Team BikeExchange     | 207 pts               |
| 3e                    | Jasper Philipsen      | Belgique              | Alpecin-Fenix         | 174 pts               |
| 4e                    | Sonny Colbrelli       | Italie                | Bahrain Victorious    | 159 pts               |
| 5e                    | Julian Alaphilippe    | France                | Deceuninck-Quick Step | 135 pts               |
| 6e                    | Tadej Pogačar         | Slovénie              | UAE Emirates          | 103 pts               |
| 7e                    | Wout van Aert         | Belgique              | Jumbo-Visma           | 101 pts               |
| 8e                    | Michael Mørkøv        | Danemark              | Deceuninck-Quick Step | 95 pts                |
| 9e                    | Matej Mohorič         | Slovénie              | Bahrain Victorious    | 81 pts                |
| 10e                   | Bauke Mollema         | Pays-Bas              | Trek-Segafredo        | 76 pts                |
| modifier              |                       |                       |                       |                       |

| Classement du meilleur grimpeur | Classement du meilleur grimpeur | Classement du meilleur grimpeur | Classement du meilleur grimpeur | Classement du meilleur grimpeur |
| ------------------------------- | ------------------------------- | ------------------------------- | ------------------------------- | ------------------------------- |
|                                 | Coureur                         | Pays                            | Équipe                          | Point(s)                        |
| 1er                             | Wout Poels                      | Pays-Bas                        | Bahrain Victorious              | 74 points                       |
| 2e                              | Michael Woods                   | Canada                          | Israel Start-Up Nation          | 66 pts                          |
| 3e                              | Nairo Quintana                  | Colombie                        | Arkéa-Samsic                    | 64 pts                          |
| 4e                              | Wout van Aert                   | Belgique                        | Jumbo-Visma                     | 64 pts                          |
| 5e                              | Bauke Mollema                   | Pays-Bas                        | Trek-Segafredo                  | 41 pts                          |
| 6e                              | Kenny Elissonde                 | France                          | Trek-Segafredo                  | 27 pts                          |
| 7e                              | Tadej Pogačar                   | Slovénie                        | UAE Team Emirates               | 26 pts                          |
| 8e                              | Ben O'Connor                    | Australie                       | AG2R Citroën                    | 24 pts                          |
| 9e                              | Sergio Higuita                  | Colombie                        | EF Education-Nippo              | 24 pts                          |
| 10e                             | Julian Alaphilippe              | France                          | Deceuninck-Quick Step           | 20 pts                          |
| modifier                        |                                 |                                 |                                 |                                 |

| Classement général du meilleur jeune | Classement général du meilleur jeune | Classement général du meilleur jeune | Classement général du meilleur jeune | Classement général du meilleur jeune |
|                                      | Coureur                              | Pays                                 | Équipe                               | Temps                                |
| ------------------------------------ | ------------------------------------ | ------------------------------------ | ------------------------------------ | ------------------------------------ |
| 1er                                  | Tadej Pogačar                        | Slovénie                             | UAE Team Emirates                    | en 62 h 7 min 18 s                   |
| 2e                                   | Jonas Vingegaard                     | Danemark                             | Jumbo-Visma                          | + 5 min 32 s                         |
| 3e                                   | Aurélien Paret-Peintre               | France                               | AG2R Citroën                         | + 21 min 15 s                        |
| 4e                                   | David Gaudu                          | France                               | Groupama-FDJ                         | + 27 min 15 s                        |
| 5e                                   | Sergio Higuita                       | Colombie                             | EF Education-Nippo                   | + 57 min 26 s                        |
| 6e                                   | Mark Donovan                         | Royaume-Uni                          | Team DSM                             | + 1 h 22 min 49 s                    |
| 7e                                   | Valentin Madouas                     | France                               | Groupama-FDJ                         | + 1 h 25 min 30 s                    |
| 8e                                   | Neilson Powless                      | États-Unis                           | EF Education-Nippo                   | + 1 h 33 min 2 s                     |
| 9e                                   | Jonas Rutsch                         | Allemagne                            | EF Education-Nippo                   | + 1 h 56 min 0 s                     |
| 10e                                  | Brent Van Moer                       | Belgique                             | Lotto-Soudal                         | + 2 h 0 min 42 s                     |
| modifier                             |                                      |                                      |                                      |                                      |

| Classement par équipes | Classement par équipes | Classement par équipes | Classement par équipes |
|                        | Équipe                 | Pays                   | Temps                  |
| ---------------------- | ---------------------- | ---------------------- | ---------------------- |
| 1re                    | Bahrain Victorious     | Bahreïn                | en 187 h 10 min 5 s    |
| 2e                     | EF Education-Nippo     | États-Unis             | + 11 min 37 s          |
| 3e                     | AG2R Citroën           | France                 | + 26 min 21 s          |
| 4e                     | Jumbo-Visma            | Pays-Bas               | + 32 min 2 s           |
| 5e                     | Ineos Grenadiers       | Royaume-Uni            | + 33 min 24 s          |
| 6e                     | Trek-Segafredo         | États-Unis             | + 40 min 15 s          |
| 7e                     | Bora-Hansgrohe         | Allemagne              | + 50 min 16 s          |
| 8e                     | Movistar               | Espagne                | + 56 min 12 s          |
| 9e                     | Astana-Premier Tech    | Kazakhstan             | + 56 min 46 s          |
| 10e                    | UAE Team Emirates      | Émirats arabes unis    | + 1 h 35 min 26 s      |
| modifier               |                        |                        |                        |

## Abandons
- Nacer Bouhanni (Arkéa-Samsic) : abandon[2], conséquence de sa chute lors de la 13e étape
- Edvald Boasson Hagen (TotalEnergies) : hors délais[2]